# Lucas Lezcano
Lucas Gabriel Lezcano Martínez (n. Loma hermosa ; 9 de julio de 1999) es un futbolista argentino. Juega de delantero y su equipo actual es Sarmiento de La Banda, del Torneo Federal A.

## Carrera

### Chacarita Juniors
Lezcano realizó todas sus divisiones inferiores en Chacarita Juniors. Debutó como profesional el 5 de julio de 2017 en la derrota por 1-0 frente a Guillermo Brown por la Copa Argentina. Esa misma temporada, el juvenil sufrió el descenso del Funebrero a la segunda categoría.
Convirtió su primer gol en el regreso de Chacarita a la segunda división. Fue el 19 de febrero de 2019 en la derrota 2-1 ante Quilmes.

### Quilmes
Tras quedar libre en 2021, Lezcano firmó contrato con Quilmes, equipo de la Primera Nacional, en febrero de 2022.

## Estadísticas

### Clubes
- Actualizado hasta el 10 de agosto de 2025.

| Chacarita Juniors Argentina | 1.ª                 | 2017-18             | 3   | 0 | 2 | 0 | - | - | 5   | 0 | 0    |
| Chacarita Juniors Argentina | 2.ª                 | 2018-19             | 11  | 1 | - | - | - | - | 11  | 1 | 0.09 |
| Chacarita Juniors Argentina | 2.ª                 | 2019-20             | 6   | 0 | - | - | - | - | 6   | 0 | 0    |
| Chacarita Juniors Argentina | 2.ª                 | 2020                | 6   | 0 | - | - | - | - | 6   | 0 | 0    |
| Chacarita Juniors Argentina | 2.ª                 | 2021                | 2   | 0 | - | - | - | - | 2   | 0 | 0    |
| Chacarita Juniors Argentina | Total club          | Total club          | 28  | 1 | 2 | 0 | - | - | 30  | 1 | 0.03 |
| Quilmes Argentina | 2.ª                 | 2022                | 1   | 0 | 0 | 0 | - | - | 1   | 0 | 0    |
| Quilmes Argentina | Total club          | Total club          | 1   | 0 | 0 | 0 | - | - | 1   | 0 | 0    |
| Colegiales Argentina | 3.ª                 | 2022                | 14  | 2 | - | - | - | - | 14  | 2 | 0.14 |
| Colegiales Argentina | 3.ª                 | 2023                | 30  | 3 | 1 | 0 | - | - | 31  | 3 | 0.1  |
| Colegiales Argentina | 3.ª                 | 2024                | 22  | 1 | - | - | - | - | 22  | 1 | 0.05 |
| Colegiales Argentina | Total club          | Total club          | 66  | 6 | 1 | 0 | - | - | 67  | 6 | 0.09 |
| Sarmiento (LB) Argentina | 3.ª                 | 2025                | 11  | 0 | 0 | 0 | - | - | 11  | 0 | 0    |
| Sarmiento (LB) Argentina | Total club          | Total club          | 11  | 0 | 0 | 0 | - | - | 11  | 0 | 0    |
| Total en su carrera | Total en su carrera | Total en su carrera | 105 | 7 | 3 | 0 | - | - | 108 | 7 | 0.06 |
| (1) Las copas nacionales se refiere a la Copa Argentina. (2) Las copas internacionales se refiere a la Copa Libertadores y a la Copa Sudamericana. (3) Media de goles por encuentro. No incluye goles en partidos amistosos. |                     |                     |     |   |   |   |   |   |     |   |      |